# Jedlový les a údolí Rokytné
Jedlový les a údolí Rokytné (původně V jedlí) je přírodní rezervace poblíž obce Příštpo v okrese Třebíč v nadmořské výšce 389–440 metrů. Oblast spravuje Krajský úřad Kraje Vysočina.
Důvodem ochrany jsou lesy se společenstvy hercynských dubohabřin, suťových lesů, lesních okrajů, světlin a lesních lemů s výskytem významných druhů rostlin a živočichů; typy přírodních stanovišť (dubohabřiny asociace Galio-Carpinetum a extenzivní sečené louky nížin až podhůří) a druhy, pro které byla jiným právním předpisem vyhlášena evropsky významná lokalita Jedlový les a údolí Rokytné a které se nacházejí na území přírodní rezervace.